# كاتسوهيكو يامادا
كاتسوهيكو يامادا (باليابانية: 山田勝彦؛ بالكانا: やまだ かつひこ) هو لاعب كرة قاعدة ياباني، ولد في 2 يوليو 1969 في أتسوتا-كو في اليابان.

## وصلات خارجية
- كاتسوهيكو يامادا على موقع الدوري الياباني لكرة القاعدة (الإنجليزية)
- كاتسوهيكو يامادا على موقعبيزبول رفرنس.كوم (الدوري الثانوي) (الإنجليزية)